# Edgar Pujol
Édgar Climent Pujol Portorreal (Sabadell, Barcelona, 7 de agosto de 2004), más conocido como Édgar Pujol,  es un futbolista hispano-dominicano que juega como defensa central en el Racing de Ferrol de la Primera Federación. Es internacional absoluto con la selección de fútbol de República Dominicana.

## Trayectoria
Nacido en Sabadell, Barcelona, de ascendencia dominicana, es un futbolista formado en las categorías inferiores del Castellar del Vallés desde 2010 a 2013, CE Sabadell desde 2013 a 2015, Can Rull desde 2015 a 2016, CF Damm desde 2016 a 2017 y RCD Espanyol desde 2017 a 2019. En 2019, con 15 años ingresó en la cantera del Real Madrid Club de Fútbol, para jugar en el cadete "A". 
Édgar iría quemando etapas en el conjunto blanco y en la temporada 2021-22, pese a ser integrante del juvenil "B", el 18 de diciembre de 2021 hizo su debut con el Real Madrid Castilla Club de Fútbol de la Primera Federación en un encuentro de la jornada 17 frente al Betis Deportivo Balompié.
En la temporada 2022-23, comenzaría como jugador del juvenil "A" del conjunto blanco, pero Raúl González lo incorporaría al Real Madrid Castilla Club de Fútbol de la Primera Federación.
El 25 de enero de 2023, Édgar sería renovado por el Real Madrid CF hasta 2027.
El 29 de julio de 2025, pasa a formar parte de la plantilla de Racing Club de Ferrol, de la Primera Federación.

## Selección nacional

### Categorías inferiores
Édgar es internacional con España en categoría sub-15, sub-16 y sub-19.
Disputó los Juegos Olímpicos de París 2024 con la selección sub-23 de República Dominicana bajo la dirección técnica de Ibai Gómez.

#### Participaciones en Juegos Olímpicos
| Juegos Olímpicos               | Sede    | Resultado      | Partidos | Goles |
| ------------------------------ | ------- | -------------- | -------- | ----- |
| Juegos Olímpicos de París 2024 | Francia | Fase de grupos | 3        | 0     |

### Absoluta
Debutó con la selección absoluta de República Dominicana el 6 de junio de 2025, en un partido de Clasificación para la Copa Mundial de Fútbol de 2026 frente a Guatemala.

## Clubes
| Club                    | País   | Año       | Partidos | Goles |
| ----------------------- | ------ | --------- | -------- | ----- |
| Real Madrid Castilla CF | España | 2022-2025 | 71       | 1     |
| Racing de Ferrol        | España | 2025-act. |          |       |